# Ludwik Szymon Gutakowski
Ludwik Szymon Gutakowski herbu Gutak (ur. 28 października 1738 w Kierogaliszkach, województwo trockie na Litwie, zm. 1 grudnia 1811 w Warszawie) – prezes Senatu i senator-wojewoda Księstwa Warszawskiego w 1809 roku, prezes Rady Stanu i Rady Ministrów Księstwa Warszawskiego, prezes Izby Najwyższej Wojennej i Administracji Publicznej w 1806 roku, asesor sejmiku powiatowego warszawskiego w 1809 roku,  szambelan Jego Królewskiej Mości w 1766 roku, poseł sejmowy, członek Komisji Edukacji Narodowej w latach 1791–1792.
Kształcił się w pijarskim Collegium Nobilium w Warszawie. Jego rodzina poparła podczas elekcji Stanisława Augusta Poniatowskiego, za co został mianowany szambelanem królewskim (wcześniej już był szambelanem Augusta III). W początkach lat 70. wyjeżdżał do Londynu i Petersburga (w misjach dyplomatycznych). W 1775 został asesorem sądów królewskich. W 1778 został konsyliarzem Rady Nieustającej, w 1779 był przejściowo, w zastępstwie Ignacego Potockiego, jej marszałkiem. W 1780 został kawalerem Orderu Świętego Stanisława, gdzie w patencie z 1788 tytułowany był hrabią. Poseł z powiatu orszańskiego na Sejm Czteroletni w 1788, aktywny zwolennik stronnictwa królewskiego i zwolennik Konstytucji 3 maja. 29 kwietnia 1791 roku przyjął obywatelstwo miejskie w ratuszu Starej Warszawy. 2 maja 1791 roku podpisał asekurację, w której zobowiązał się do popierania projektu Ustawy Rządowej. W 1791 mianowany podkomorzym wielkim litewskim i członkiem Komisji Edukacji Narodowej. Był członkiem konfederacji targowickiej. W czasie powstania kościuszkowskiego wszedł w październiku 1794 w skład Rady Najwyższej Narodowej.
Po rozbiorach sprzedał swe majątki na Litwie i nabył dobra Góra i Nowy Dwór pod Warszawą; był jednym z założycieli Warszawskiego Towarzystwa Przyjaciół Nauk; starał się też bezskutecznie o otrzymanie zezwolenia władz pruskich na założenie Towarzystwa Rolniczego (1800).
W listopadzie 1806, jako najstarszy wiekiem poseł Sejmu Czteroletniego, witał wjeżdżającego do Warszawy Joachima Murata. W grudniu 1806 przewodniczył zorganizowanej na polecenie Napoleona Najwyższej Izbie Wojennej i Administracyjnej, organizując i zaopatrując wojsko narodowe, Następnie znalazł się w Komisji Rządzącej, gdzie powierzono mu wydział skarbowy.  W tym czasie występował przeciw projektowanej przez Feliksa Łubieńskiego organizacji sądownictwa na wzór francuski. 14 grudnia 1807 mianowany został prezesem Rady Stanu i Rady Ministrów na miejsce Stanisława Małachowskiego, pod którego wpływami pozostawał. Z powodu wieku nie potrafił wywiązywać się z tak ważnych obowiązków i w listopadzie 1808 zrezygnował z tych godności; w marcu 1809 został senatorem, a w grudniu 1809 prezesem senatu.
Jednocześnie w swym majątku prowadził nowoczesne gospodarstwo rolne; w 1810 został prezesem Królewskiego Towarzystwa Gospodarczo-Rolniczego.
Czynny członek wolnomularstwa polskiego od 1781; m.in. założyciel loży Przesąd Zwyciężony w Krakowie (1786). Po wskrzeszeniu polskiej masonerii od marca 1810 namiestnik, a potem (od lata 1810) Wielki Mistrz Wielkiego Wschodu Narodowego. Po śmierci Gutakowskiego Wielkim Mistrzem został Stanisław Kostka Potocki.
Posiadał od 1791 Order Orła Białego, od 1780 lub 1788 Order Świętego Stanisława, od 1807 Złotego Orła (Krzyż Oficerski) francuskiego Orderu Legii Honorowej.